# Синёнъсан
«Синёнъсан» (кор. 신용산역) — подземная станция Сеульского метро на Четвёртой линии. Она представлена двумя боковыми платформами. Станция обслуживается транспортной корпорацией Сеул Метро. Расположена в квартале Хананъно-дон (адресː 181 Hangangno 2-ga) района Йонсан-гу города Сеул (Республика Корея). На станции установлены платформенные раздвижные двери.
Пассажиропоток — н/д.
Станция была открыта 18 октября 1985 года.
Открытие станции было совмещено с открытием участка 4 линии Хехва—Садан длиной 16,5 км и еще 13 станцийː Хехва (420), Тондэмун, Исторический и культурный парк Тондэмун, Чхунъмуро, Мён-дон, Хвехён, Сеул, Женский университет Соокмюнъ, Самгакджи, Ичхон, Донджак, Ису (Университет Чхонъсхин) и Садан (433).
В нескольких минутах ходьбы расположена наземная станция метро на Первой линии Йонсан (135), открытая в декабре 1978 года.